# The Ultimate Fighter: Team Nogueira vs. Team Mir Finale
The Ultimate Fighter: Team Nogueira vs. Team Mir Finale (noto anche come The Ultimate Fighter 8 Finale) è stato un evento di arti marziali miste organizzato dall'Ultimate Fighting Championship (UFC) il 13 dicembre 2008.

## Retroscena
In primo piano c'erano le finali di The Ultimate Fighter: Team Nogueira vs. Team Mir in entrambe le divisioni Pesi leggeri e Pesi Mediomassimi.
Wilson Gouveia pesava ufficialmente 189 libbre, non riuscendo a soddisfare i requisiti della classe di peso dei pesi medi. La partita si è svolta ancora, ma a Catchweight con Gouveia che ha ceduto il 20% dei suoi guadagni a Jason MacDonald.

## Risultati
|                                                                    | Divisione             |                     |                 |                 | Metodo                                  | Round           | Tempo           | Premio          |
| Card principale                                                    | Card principale       | Card principale     | Card principale | Card principale | Card principale                         | Card principale | Card principale | Card principale |
| ------------------------------------------------------------------ | --------------------- | ------------------- | --------------- | --------------- | --------------------------------------- | --------------- | --------------- | --------------- |
| Finale del torneo The Ultimate Fighter: Team Nogueira vs. Team Mir | Pesi Leggeri          | Efraín Escudero     | batte           | Phillipe Nover  | Decisione unanime (29-28, 29-28, 29-28) | 3               | 5:00            |                 |
| Finale del torneo The Ultimate Fighter: Team Nogueira vs. Team Mir | Pesi Mediomassimi     | Ryan Bader          | batte           | Vinny Magalhães | KO Tecnico (pugni)                      | 1               | 2:18            |                 |
|                                                                    | Pesi Welter           | Anthony Johnson     | batte           | Kevin Burns     | KO (calcio alla testa)                  | 3               | 0:28            | KOTN            |
|                                                                    | Catchweight (189 lbs) | Wilson Gouveia      | batte           | Jason MacDonald | KO Tecnico (sottomissione ai colpi)     | 1               | 2:18            |                 |
|                                                                    | Pesi Leggeri          | Junie Browning      | batte           | Dave Kaplan     | Sottomissione (armbar)                  | 2               | 1:32            | FOTN            |
| Card preliminare                                                   |                       |                     |                 |                 |                                         |                 |                 |                 |
|                                                                    | Pesi Mediomassimi     | Krzysztof Soszynski | batte           | Shane Primm     | Sottomissione (kimura)                  | 2               | 3:27            | SOTN            |
|                                                                    | Pesi Mediomassimi     | Eliot Marshall      | batte           | Jules Bruchez   | Sottomissione (rear-naked choke)        | 1               | 1:27            |                 |
|                                                                    | Pesi Mediomassimi     | Tom Lawlor          | batte           | Kyle Kingsbury  | Decisione unanime (29-28, 29-28, 29-28) | 3               | 5:00            |                 |
|                                                                    | Pesi Leggeri          | Shane Nelson        | batte           | George Roop     | Decisione divisa (29-28, 28-29, 29-28)  | 3               | 5:00            |                 |
|                                                                    | Pesi Leggeri          | Rolando Delgado     | batte           | John Polakowski | Sottomissione (guillotine choke)        | 2               | 2:18            |                 |

## Premi
- FOTN: Fight of the Night (vengono premiati entrambi gli atleti per il miglior incontro dell'evento)
- SOTN: Submission of the Night (viene premiato il vincitore per la migliore sottomissione dell'evento)
- KOTN: Knockout of the Night (viene premiato il vincitore per il miglior knockout dell'evento)